# 正福寺 (松戸市)
正福寺（しょうふくじ）は、千葉県松戸市にある真言宗豊山派の寺院。

## 歴史
創建年代は不明である。ただ戦国時代より高城氏の下で新田開発があったことから、その時期に創建されたものと推測される。
当寺には本堂の他に観音堂もある。観音堂の前には「修行大師像」が安置されている。また「弘法大師千百五十年御遠忌供養塔」と「興教大師八百五十年御遠忌供養塔」もある。

## 交通アクセス
- 小金城趾駅より徒歩2分。